# Nibble

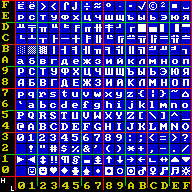
Een octet code page 866 lettertypetabel gesorteerd op nibbles.

Eén nibble (nibble betekent een hapje) is een groep van vier bits. Een alternatieve spelling voor nibble is nybble of nyble. In de documentatie van Philips-computers is de benaming 'tetrad' (Engels) of 'tetrade' (Nederlands).
Eén byte (van 8 bits) bestaat uit twee nibbles. Een nibble kan gerepresenteerd worden als één hexadecimaal cijfer. Omdat nibbles in moderne computers niet afzonderlijk geadresseerd kunnen worden, heeft de eenheid weinig praktische betekenis meer.
Andere eenheden of benamingen: bit · nibble/tetrade · byte/octet · phit · qubit · qutrit · trit